# Brugse reien

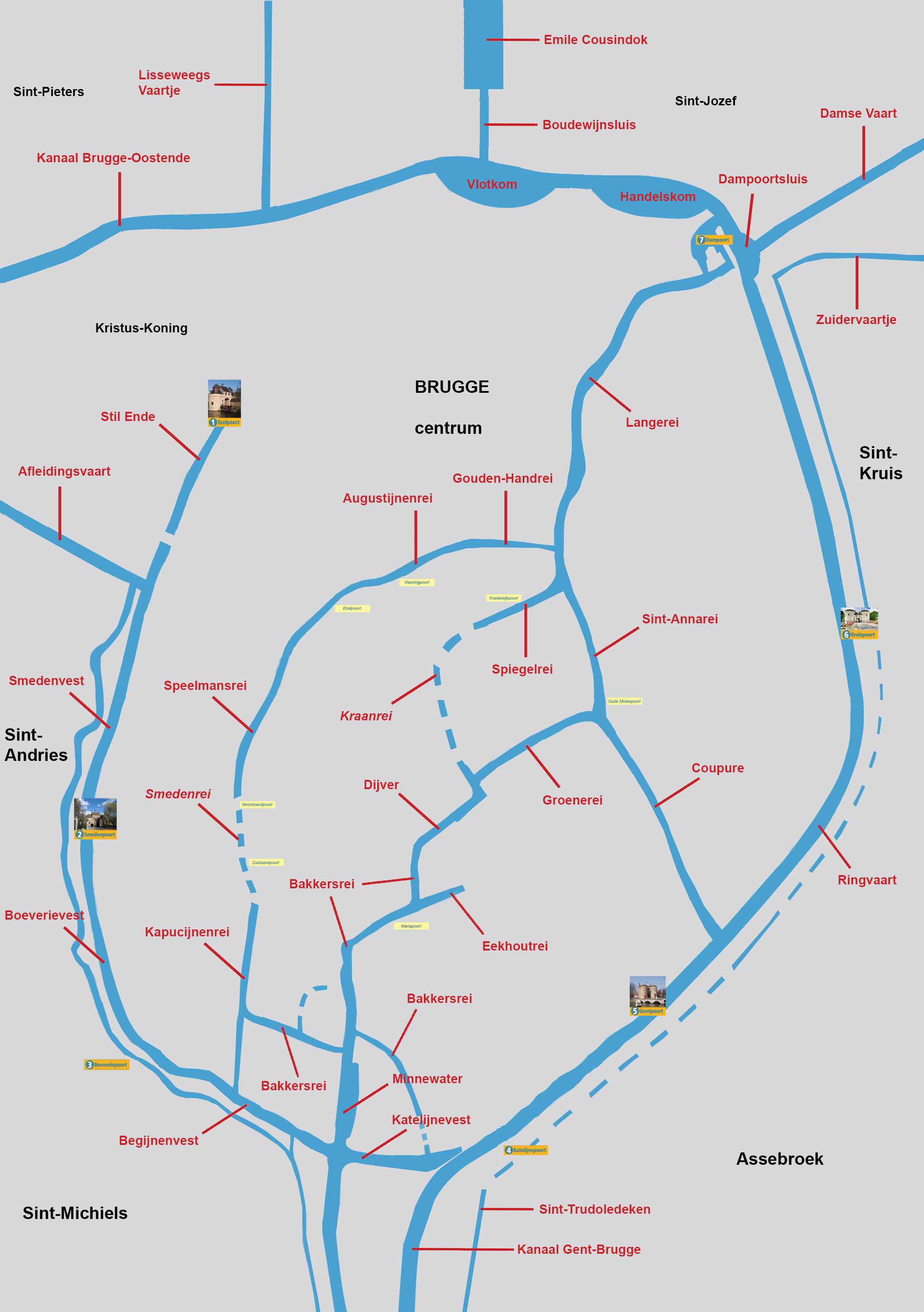
De Brugse reien

De Brugse reien zijn kanaaltjes in het centrum van Brugge die genoemd zijn naar de Reie, de rivier die vroeger door de stad stroomde. Vanwege de vele reitjes met (boog)bruggen wordt Brugge ook wel het Venetië van het Noorden genoemd.
De Brugse binnenstad wordt door het water gestructureerd: de grachten van de oude vesten vormen de grens van het 'Brugse ei' (het stadscentrum). In het oosten en noorden zijn deze grachten echter uitgegraven als Ringvaart. De oorspronkelijke rivier doorsnijdt de stad van zuid naar noord. Er is de boog van de zogenaamde binnenreien. En dan is er onder andere nog de Coupure.
De reien maken deel uit van de geschiedenis van Brugge. Het zijn niet allemaal natuurlijke waterlopen en ze zijn niet allemaal even oud. Reeds 2000 jaar geleden en vooral sinds de 9e eeuw zijn er veel veranderingen doorgevoerd. Door de jaren heen werden de bestaande waterlopen rechtgetrokken, versmald, verlegd, en sommige overwelfd of gedempt. Er werden er ook nieuwe gegraven, zoals de Coupure, die pas in het midden van de 18e eeuw is aangelegd.
Typisch op veel reitjes zijn de zwanen en de rondvaartbootjes voor toeristen. Op de zuidelijke helft van de Coupure is er een jachthaven.

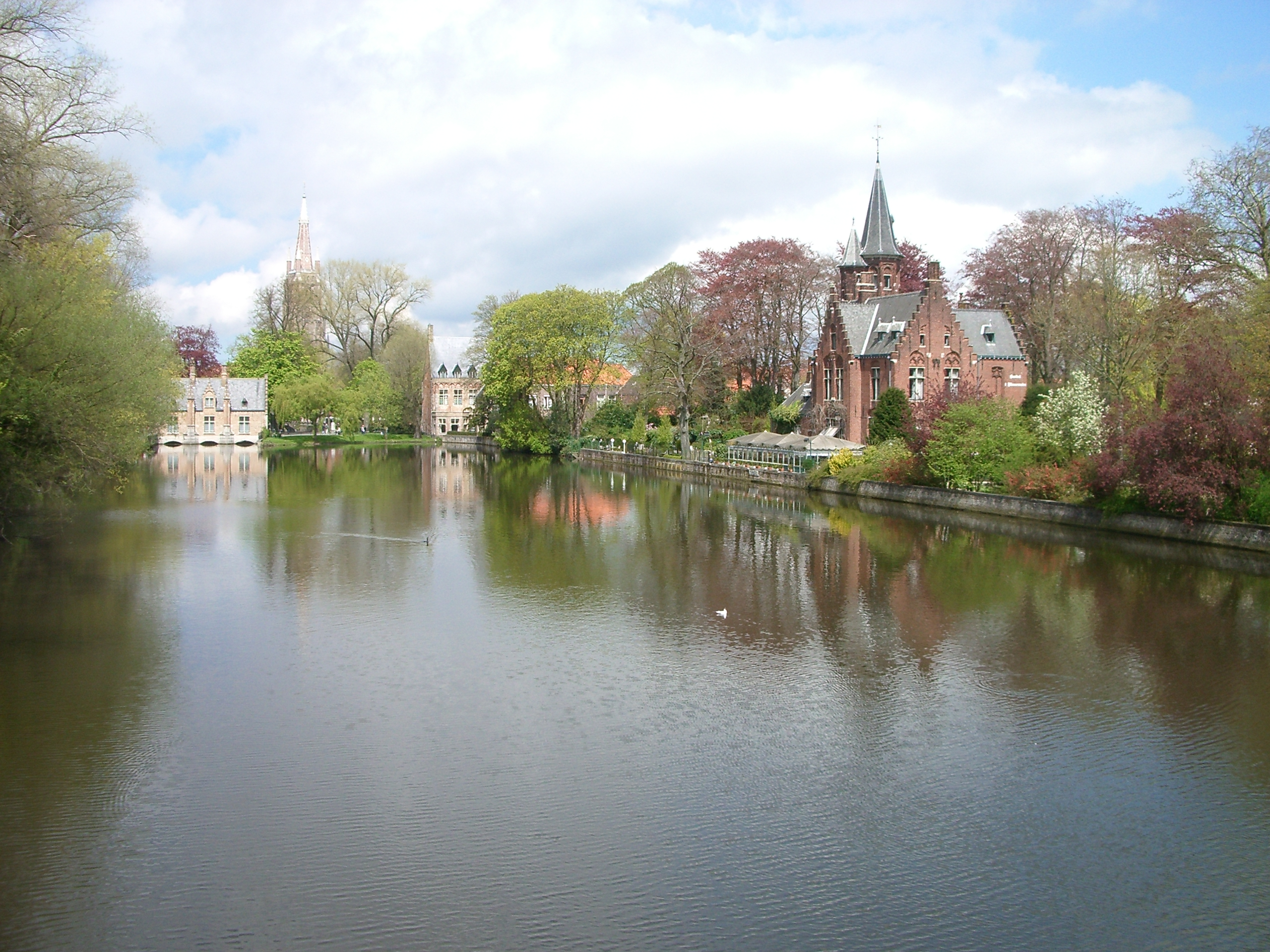
Het Minnewater in het Minnewaterpark.

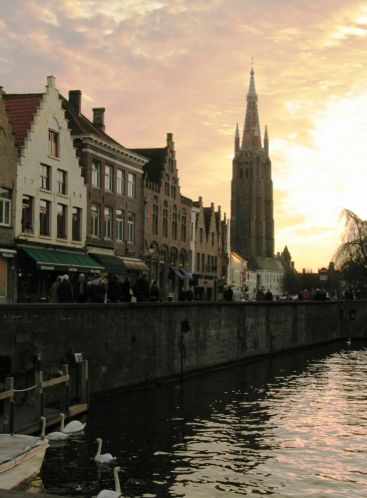
De Dijver, met op de achtergrond de toren van de Onze-Lieve-Vrouwekerk en in de voorgrond enkele typische Brugse zwanen.

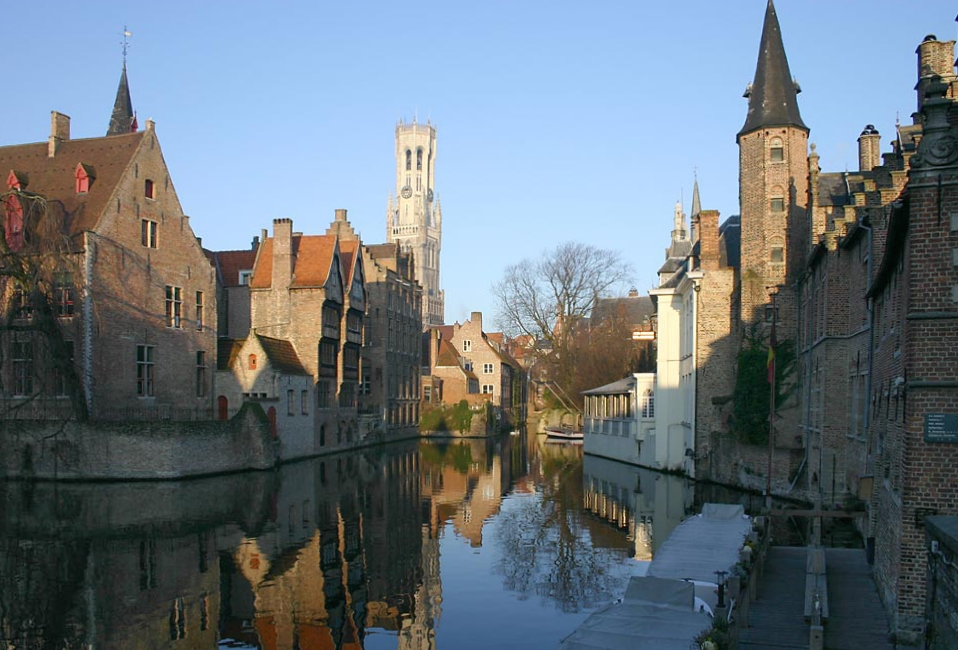
Zicht van op de Rozenhoedkaai, met op de achtergrond de belforttoren.

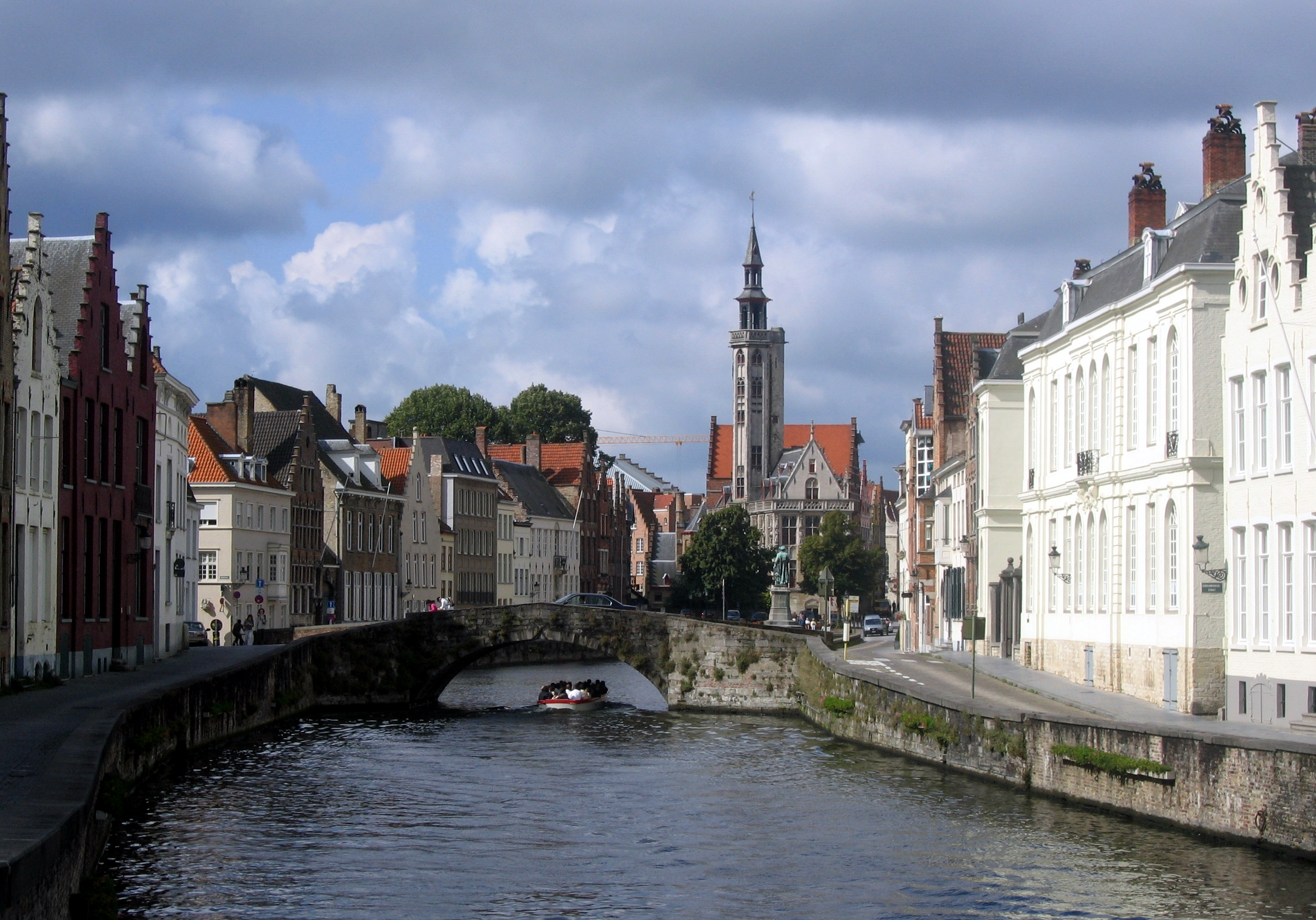
De Koningsbrug over de Spiegelrei, met op de achtergrond de Poortersloge.

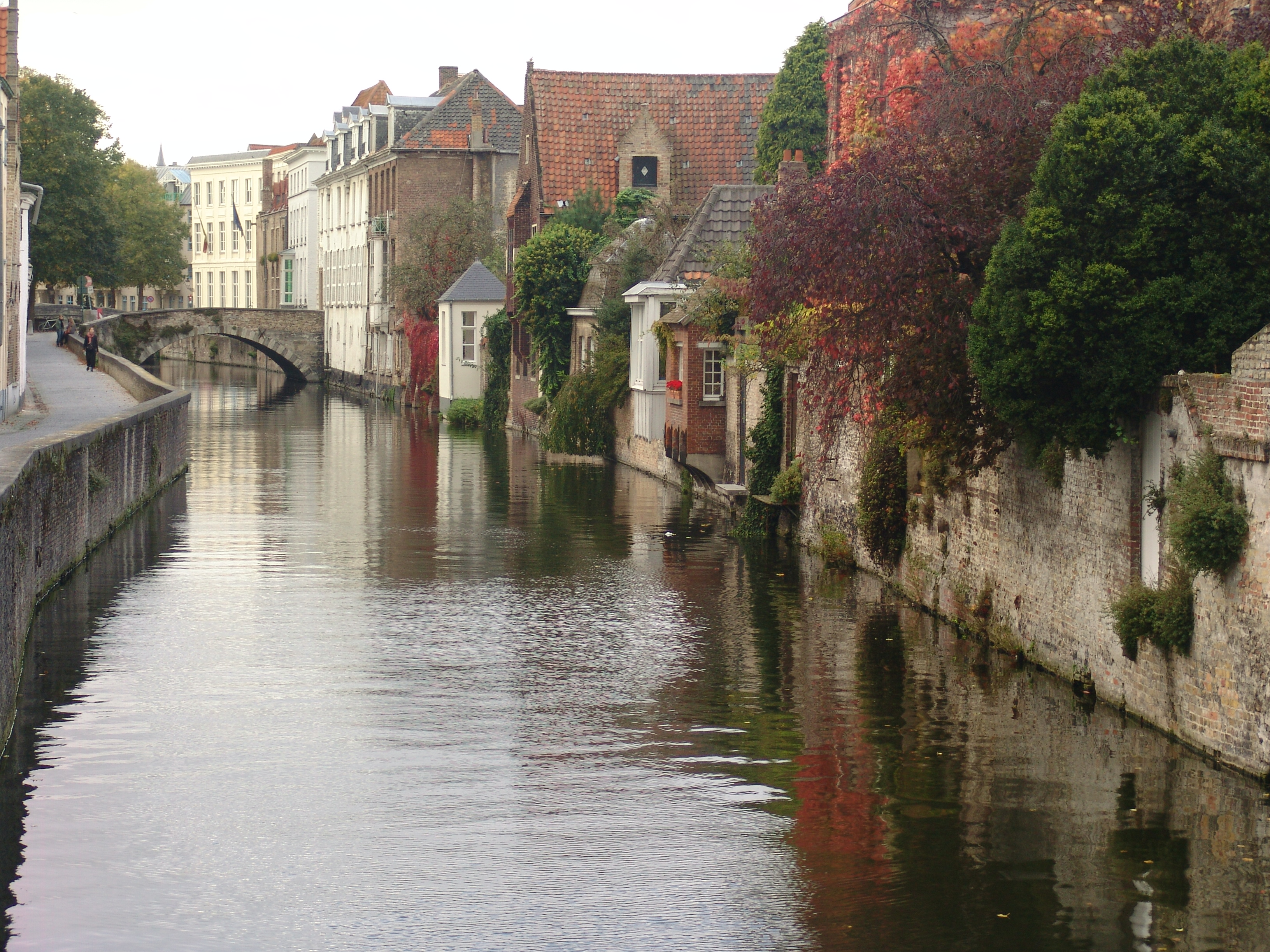
De Gouden-Handrei, met achteraan de Torenbrug.

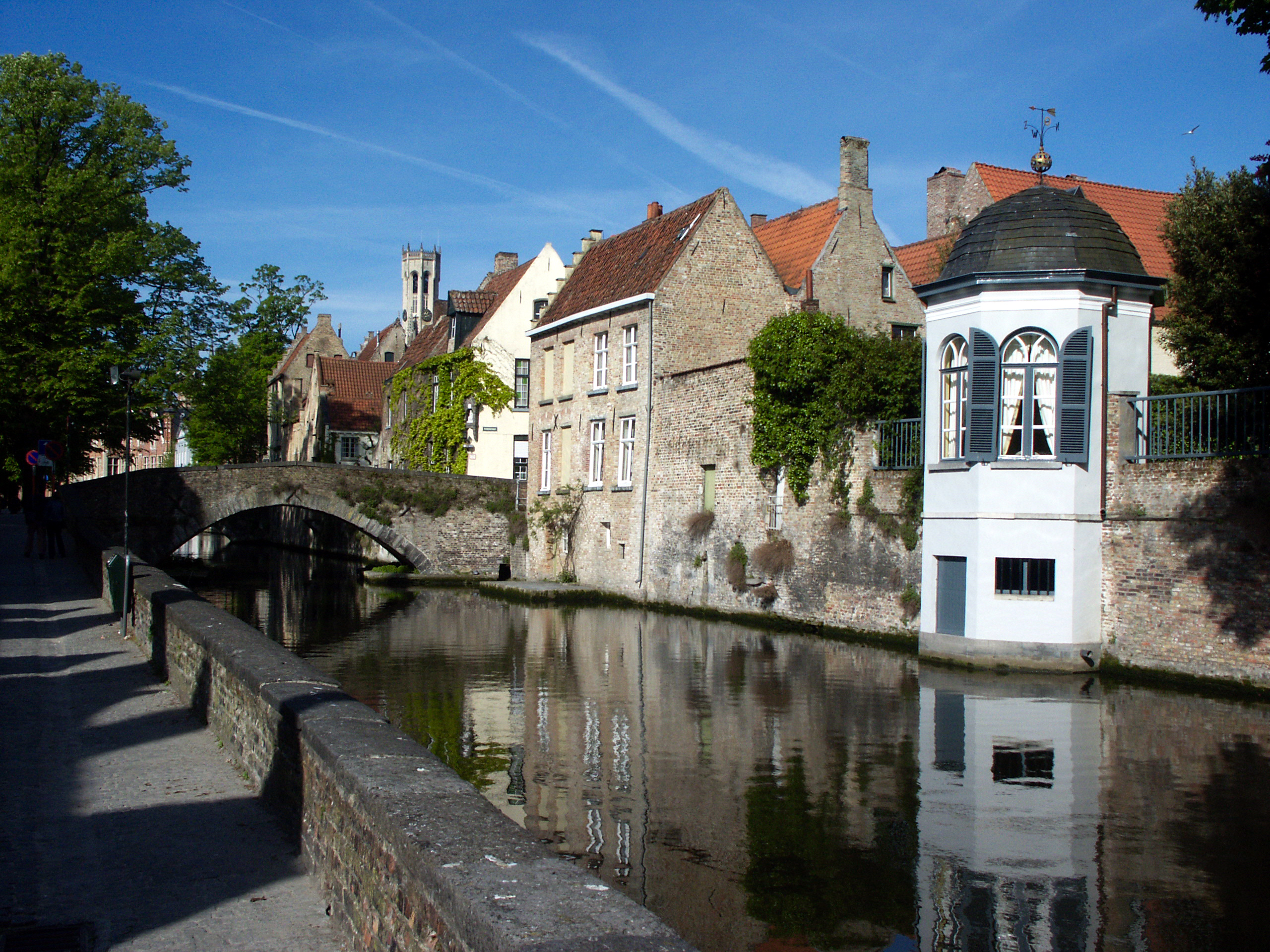
De Peerdenbrug over de Groenerei.

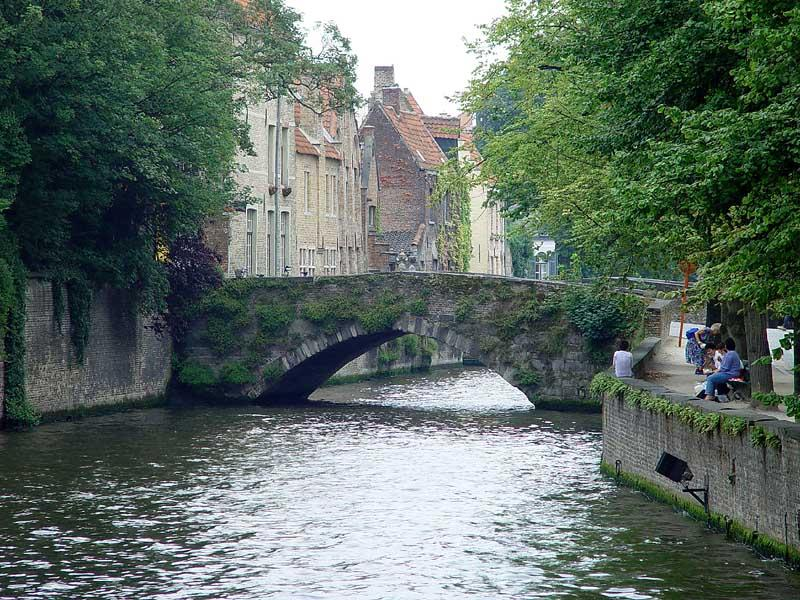
De Meebrug over de Groenerei.

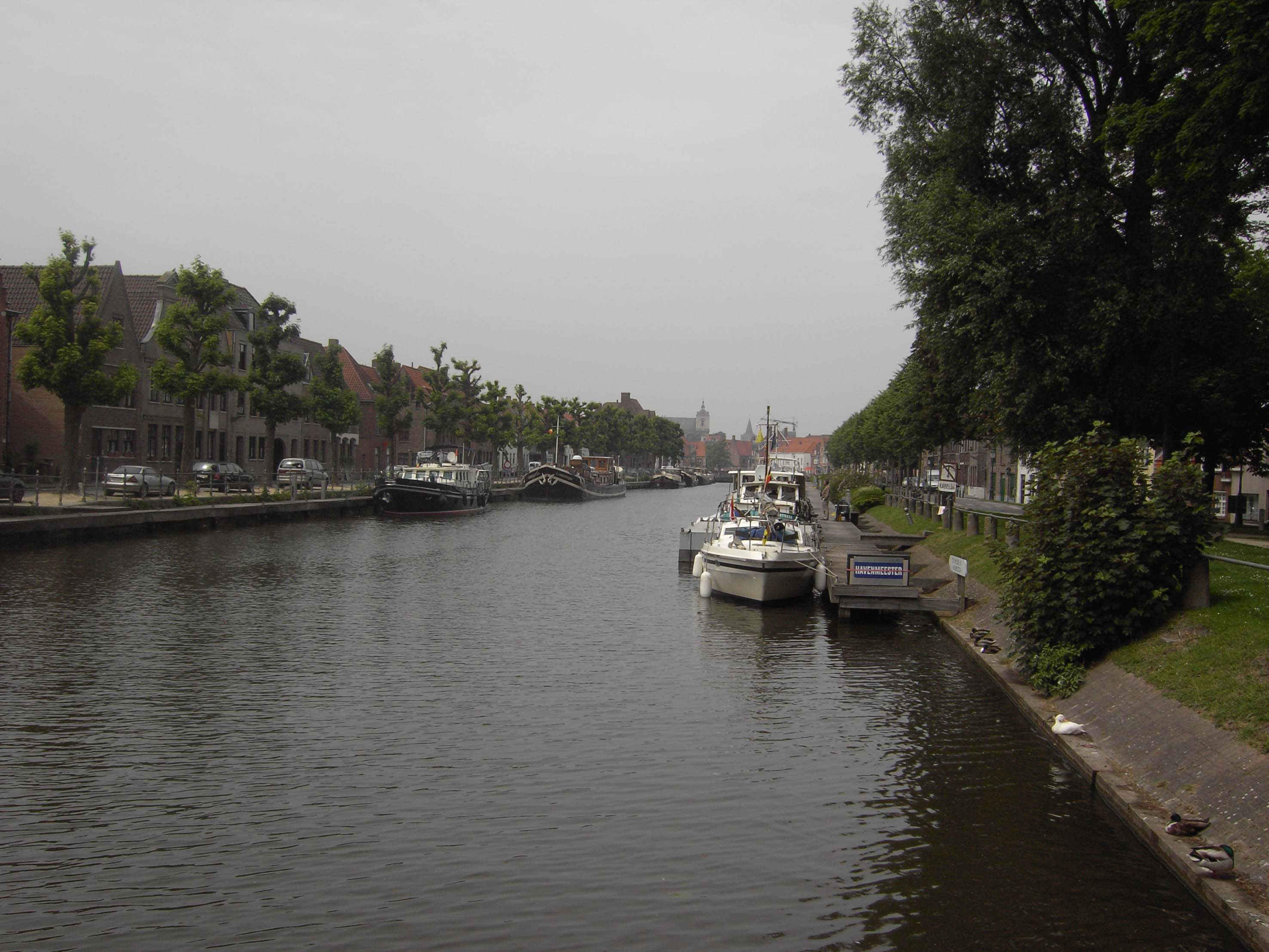
De Coupure.

## De Reie
De naam Reie komt van het Keltische woord Rogia, wat "Heilig Water" betekent. Het is bekend dat de Kelten rivieren en bronnen als goddelijke wezens beschouwden. Het is de Keltische naam die aan de Brugse waterloop is blijven kleven en die bij uitbreiding die is geworden van bijna alle natuurlijke of kunstmatige waterlopen die de stad doorkruisen.
De rivier de Reie begon ten zuiden van Brugge, tussen Waardamme en Torhout, en liep grotendeels waar de Waardammebeek nu loopt, langs Oostkamp en ter hoogte van Moerbrugge aansluitend op het huidige kanaal Gent-Brugge. Ze stroomde noordwaarts, doorkruiste Brugge en mondde via een getijdengeul ergens tussen Blankenberge en Zeebrugge uit in de Noordzee. In de 11e eeuw heeft men het Reiewater via een kanaal afgeleid naar het meer oostelijk gelegen Sincfal, het latere Zwin.

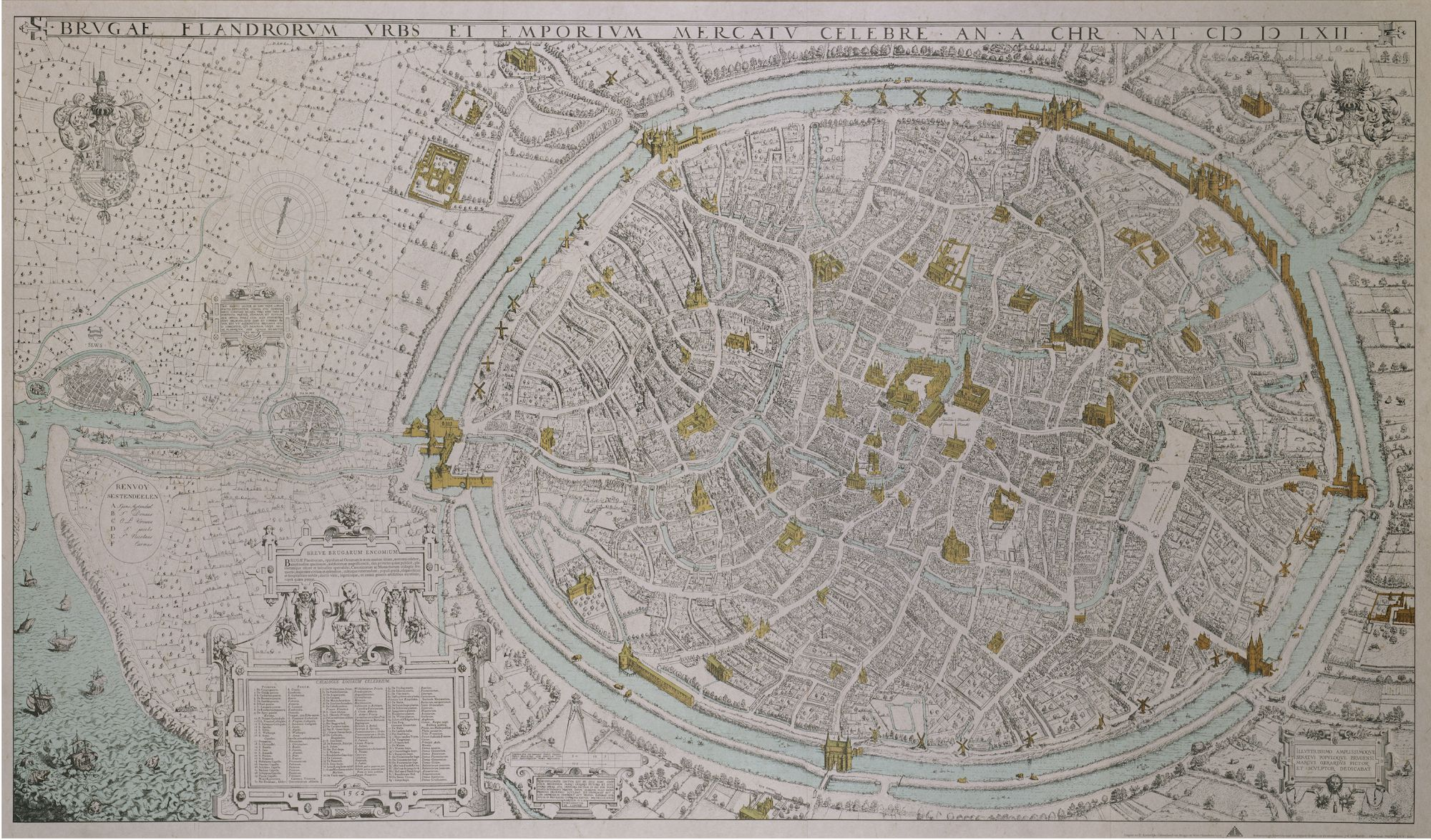
Kaart van Brugge uit 1562 door Marcus Gerards.

Ten zuiden van Brugge kwamen de Reie en de Kerkebeek samen voor ze de gracht van de vesten kruisten en in het Minnewater vloeiden (zie rechtsboven op de kaart van Marcus Gerards).
Hoewel men er veel aan heeft veranderd in de loop van de jaren, is het tracé van de Reie nog goed herkenbaar; van het Minnewater loopt de Reie nog steeds langs de Bakkersrei en de Dijver naar de Rozenhoedkaai.
Van de Rozenhoedkaai liep de Reie noordwaarts tussen de Burg en de Wollestraat, door de voormalige Waterhalle (nu het Provinciaal Hof) en achter de huizen aan de oostkant van de Vlamingstraat. Aan het Kraanplein draaide de Reie naar rechts, langs de Poortersloge richting de plek waar nu het Biskajersplein en Jan van Eyckplein liggen. Heel dit stuk, vanaf de Burg tot aan het Jan van Eyckplein, is nu overwelfd. Het stukje straat dat erbovenop ligt, tussen het Kraanplein en het Biskajersplein, heet nog steeds "Kraanrei".
Vanaf het Jan van Eyckplein loopt de Reie weer bovengronds verder langs de Spiegelrei en de Langerei naar de Dampoort.

## De binnenreien
Naast de Reieloop van het Minnewater naar de Dampoort zijn er ook nog de zogenaamde binnenreien. Omdat Galbert van Brugge de moord op Karel de Goede in 1127 in Brugge en de gevolgen ervan gedetailleerd heeft beschreven, weten we vrij goed hoe en wanneer ze er gekomen zijn.
Door Karels onverwachte dood raakte Vlaanderen in een ernstige crisis en heerste er grote chaos. In paniek versterkten de Bruggelingen hun stad met grachten en paalwerk. De omwalling moest zo nauw mogelijk bij het bebouwde areaal van de toenmalige stad aansluiten. Men maakte ook van bestaande waterlopen gebruik, om veel graafwerk te besparen.
Zo vormden in het zuiden en het oosten de Dijver, de Groenerei en de Sint-Annarei reeds een erg geschikte verdedigingslinie. De Dijver was onderdeel van de Reie zelf. Van de Groenerei wordt aangenomen dat het geen natuurlijke waterloop is, maar een door de mens gegraven gracht om een verder gelegen watermolen (aan de Molenbrug) van water te voorzien. Ze zou voor de 11e eeuw gegraven zijn. Over de kunstmatigheid van de Sint-Annarei bestaat minder duidelijkheid. Mogelijk is het de kanalisering van de benedenloop van het Vuldersreitje, een waterloopje dat vanuit Assebroek kwam.
In het westen en het noorden waren er dan weer nauwelijks of geen bestaande waterlopen. De verdedigingsgrachten daar dienden dan ook nog bijna volledig uitgegraven te worden. Mogelijk kon wel het water en misschien voor een deel de bedding van het, weliswaar onooglijke, beekje de Lane worden gebruikt. Deze grachten, die in een boog van 't Zand tot aan de Langerei lopen, zijn vandaag bekend als de binnenreien: de nu overwelfde Smedenrei, de Speelmansrei, de Augustijnenrei en de Gouden-Handrei.
Zo ontstond de eerste stadsomwalling: in het noorden de Augustijnenrei en de Gouden-Handrei, in het westen de Speelmansrei en de Smedenrei, in het oosten de Sint-Annarei, en in het zuiden de Groenerei, de Dijver en mogelijk een deel van de Bakkersrei. Over het verloop van de omwalling tussen de Smedenrei en de omgeving van de Onze-Lieve-Vrouwekerk en het Sint-Janshospitaal bestaat nog onzekerheid.
In de volgende jaren werd de stadsomwalling verder uitgebouwd en verstevigd.
In een tuinmuur van het huis in de Pieter Pourbusstraat 3 staat nog een restant van de eerste omwalling: een halfronde versterkingstoren, die duidelijk zichtbaar is vanuit de Pottenmakersstraat aan de overkant van de Augustijnenrei. Ook aan de Moerstraat en de Molenbrug zijn er nog muurresten. Voor het overige getuigen alleen de binnenreien nog van het bestaan van de omwalling die de toenmalige stad in het westen en het noorden omsloot. Dit is mede te danken aan het feit dat ze in 1270 verdiept werden om er scheepvaart op mogelijk te maken. Het duurde nog tot het begin van de 20e eeuw eer de laatste schepen van de binnenreien verdwenen. Er waren ook zeven stadspoorten, waarvan vandaag niets meer overblijft: de Vlamingpoort, de Ezelpoort, de Koetelwijkpoort, de Oude Molenpoort, de Noordzand- en Zuidzandpoort en de Mariapoort.
De reden waarom er zo weinig van overbleef, is de enorme bevolkingsaangroei in de jaren nadien. Er kwamen veel nieuwe wijken buiten de omwalling, waardoor deze haar functie verloor.
In 1297 annexeerde de Franse koning Filips de Schone het graafschap Vlaanderen en gaf het bevel nieuwe stadswallen aan te leggen rond Brugge. De werken duurden tot 1300. Deze omwalling zijn de vesten zoals we ze nu kennen. Hiervan zijn nog vier stadspoorten bewaard: de Ezelpoort, de Smedenpoort, de Gentpoort en de Kruispoort.

## Gedempte of overwelfde reien
In 1787 begon men met het overwelven van de Kraanrei. Dit gebeurde in drie fases: eerst brak men de Sint-Jansbrug af en legde men de Academieplaats (in 1844 hernoemd naar "Jan van Eyckplein") aan. In 1793-1795 werd de rei verder overwelfd tot aan het Kraanplein en werd de Kraanbrug afgebroken. Het gedeelte tot aan de Philipstockstraat werd in 1856 overwelfd en daar verdween de Wisselbrug. De bruggen zijn ondergronds echter gedeeltelijk bewaard gebleven. Bouwvallige kaaimuren, weinig scheepvaart meer en uitwasemingen van bedorven water waren de voornaamste redenen voor de overwelving.

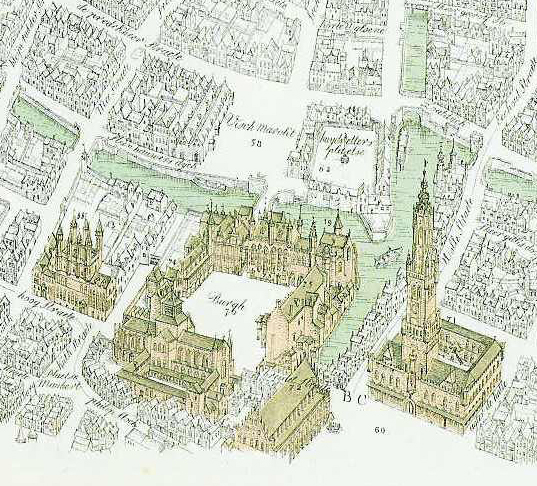
Rechtsboven ligt het Pandreitje. De aftakking eronder naar rechts is de Dijver, de aftakking naar links de Groenerei. Centraal onderaan staat de Waterhalle, waardoorheen de Kraanrei stroomde.

Voor men begon met de bouw van het eerste Brugse station op 't Zand, overwelfde men in 1838 de Smedenrei. Deze rei, een stuk van de eerste stadsomwalling, vormt het noordelijke verlengde van de Kapucijnenrei, die parallel loopt met de Westmeers, en loopt aan de andere kant van 't Zand uit in de Speelmansrei. Het station op 't Zand bestaat nu niet meer, maar de rei bleef overwelfd. De bogen van de Noordzand- en Zuidzandbrug zijn ondergronds bewaard gebleven.
Het Pandreitje werd gedempt vanaf 1768. In de bedding werd een riool gemetseld, waarna aan de Brugse aannemers van bouwwerken werd gevraagd om systematisch al hun bouwpuin in de bedding te storten. Het duurde tot circa 1791 vooraleer alles gedempt was en de opgevulde bedding geplaveid kon worden. Door dit alles verdwenen ook drie bruggen, waaronder de Vlasbrug of Cocquytbrug, die de Rozenhoedkaai met de Braambergstraat verbond. Alleen de naam van de daar gelegen straat herinnert er nog aan dat het een reitje was.
Het Vuldersreitje is deels gedempt, deels overwelfd: een eerste stuk, nabij de Molenmeers, werd gedempt in 1783 en de laatste restanten werden overwelfd in de jaren 1960. Het reitje kwam van de Kazernevest de stad binnen langs de Vuldersstraat, kronkelde door het stadsdeel nabij de Langestraat, de Rodestraat, het Verbrand Nieuwland en de Molenmeers, in het Sint-Annakwartier, en vloeide bij de Molenbrug in de Sint-Annarei. Er is nog een klein straatje tussen de Rodestraat en de Langestraat met de naam "Vuldersreitje".
Van het Vuil Reitje, een zijarm van de Reie, werd een eerste stuk gedempt in 1788, de rest in 1835. Drie bruggen, de Raambrug, de Baliebrug en de brug t.h.v. de Sint-Gillisdorpstraat, werden afgebroken. De Annuntiatenstraat werd op die manier verlengd tot aan de Langerei, wat bepalend was voor de evolutie van de Sint-Gillisparochie. Het reitje was "vuil" omdat er veel vuilnis in werd gegooid en het zodoende onbevaarbaar was. De Annuntiatenstraat wordt plaatselijk soms nog "'t Reitje" of de "Aardenweg" genoemd; "'t Reitje" als overblijfsel van de oorspronkelijke naam en "Aardenweg" omdat de weg na het dempen van het water nog lang zonder bestrating bleef liggen.
Van de Eekhoutrei is een groot gedeelte gedempt tijdens de eerste helft van de 19e eeuw. Enkel het stuk tussen de Bakkersrei en de achterzijde van het Groeningemuseum bestaat nog. Vroeger liep de rei door langs de Eekhoutabdij en onder de Cleene Eeckhoutbrugghe, die lag tussen de Eekhoutstraat en de Garenmarkt, tot aan het Pandreitje.
De Oude Rei (Vetus Roya), ook de Sint-Clararei genoemd, is voor zover men weet enkel vernoemd in de stadsrekening van 1297. Het reitje liep langs de Sint-Clarastraat en de Calvariebergstraat. Bij de Jan Miraelstraat stond ze in contact met de Augustijnenrei, pal in de omgeving van het Ketelwic, een toenmalige aanlegplaats en handelswijk. In noordelijke richting liep ze via het Oud Zwin tot aan het Zwin. Voor de aanleg van de tweede stadsomwalling van 1297 diende men voorzieningen te treffen t.a.v. waterlopen die werden gekruist. Zo zou men ertoe gekomen zijn deze waterloop te dempen.
In 1897 werd de gracht aan de Komvest gedempt voor de aanleg van de wijk Kristus-Koning.